# Discovery Sun
Die Discovery Sun war ein Kreuzfahrtschiff der in Nassau ansässigen Discovery Cruise Line, das 1968 als Freeport in Dienst gestellt wurde und auch als Fähre eingesetzt werden konnte. In seiner mehr als vierzig Jahre andauernden Dienstzeit wechselte das Schiff mehrfach seinen Namen und Besitzer. Es blieb bis September 2011 im Dienst und wurde 2012 in Bangladesch abgewrackt.

## Planung und Bau
Die Discovery Sun wurde im Juli 1967 unter dem Namen Freeport in Auftrag gegeben und am 26. Oktober 1967 in der Lübecker Maschinenbau Gesellschaft in Lübeck auf Kiel gelegt. Der Stapellauf des Schiffes fand am 20. April 1968 statt.

## Dienstzeit
Nach Probefahrten im November 1968 wurde die Freeport an die Freeport Cruise Line in Miami abgeliefert, wo das Schiff am 5. Dezember 1968 eintraf. Zwei Tage später wurde es für Kurzreisen zwischen Miami und Freeport in Dienst gestellt. Noch im selben Monat wurde der Name des Schiffes in Freeport I umgeändert.
Im April 1973 übernahm die finnische Birka Line das Schiff und setzte es ab Mai wieder unter seinem alten Namen Freeport im Fährbetrieb zwischen Stockholm und Helsingfors ein. Im Januar 1974 wechselte es unter dem Namen Svea Star zur Ab Svea, die das Schiff im März an die Trave Line für die Route von Helsingborg nach Travemünde vercharterte. Am 11. Oktober 1976 wurde die Svea Star außer Dienst gestellt und zum Verkauf angeboten.
Neuer Eigner wurde im November 1976 die Bremer Schiffahrts GmbH in Bremen, die das Schiff unter dem Namen Caribe für Kreuzfahrten nach Kanada und in die Karibik einsetzte. Im März 1981 wurde es in Caribe Bremen umbenannt. Wenige Monate später ging das Schiff im Oktober 1981 unter dem Namen Scandinavian Sun an Scandinavian World Cruises, die es nach Umbauarbeiten in Hamburg für Kurzreisen zwischen Miami und Freeport einsetzten. 1988 wurde Scandinavian World Cruises aufgekauft und in SeaEscape umbenannt, das Einsatzgebiet der Scandinavian Sun wurde durch die Übernahme jedoch nicht verändert.
1992 ging das Schiff als Balanga Queen an die Corona Line, um wieder als Fähre zwischen Karlskrona und Gdynia eingesetzt zu werden. Von Mai bis Dezember 1994 charterte die estnische Reederei Tallink das Schiff, um es zwischen Tallinn, Helsingfors und Travemünde einzusetzen. Anschließend wurde die Balanga Queen in die Karibik überführt.

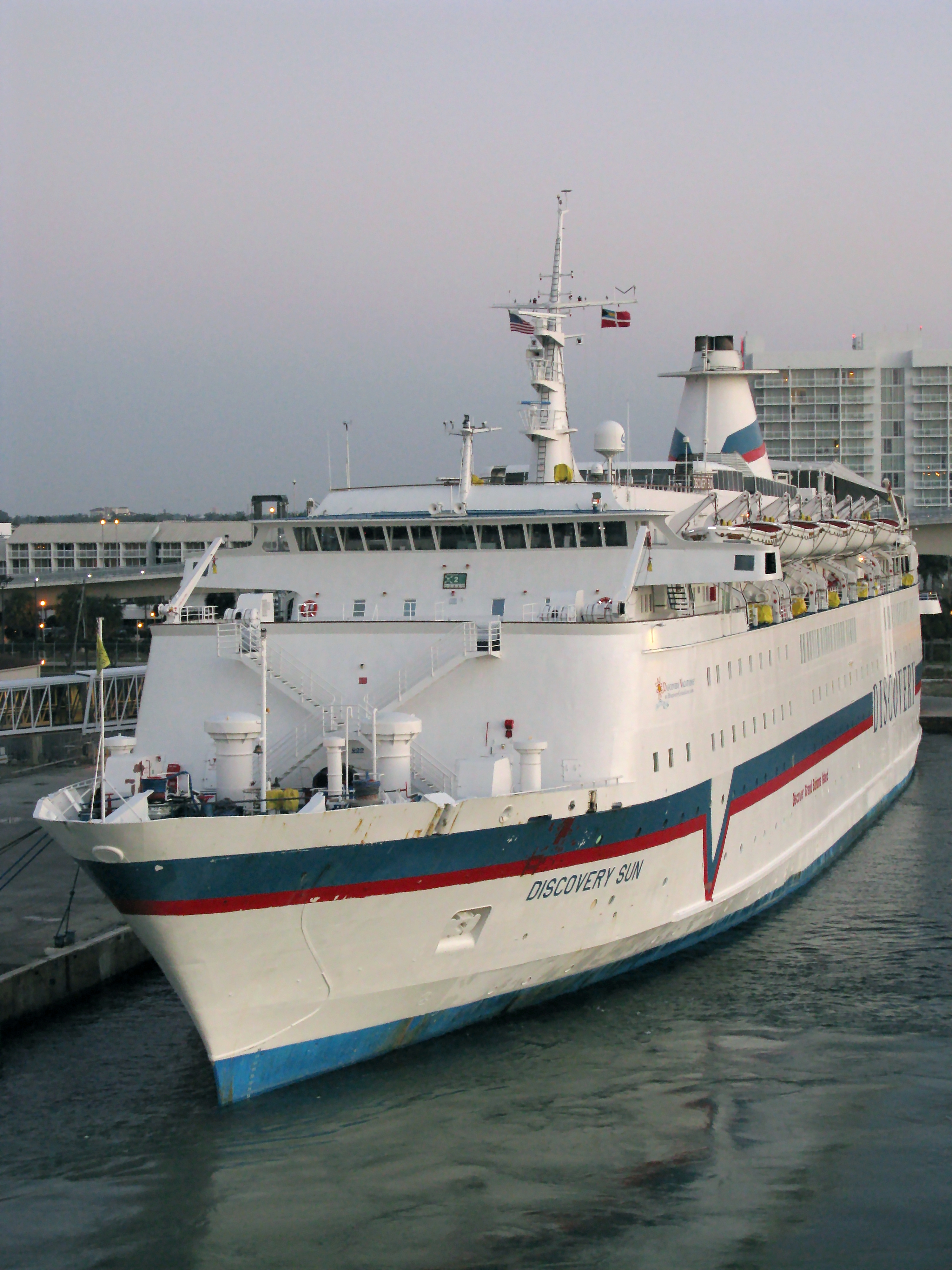
Die Discovery Sun in Port Everglades, Februar 2010

Noch im selben Monat übernahm die neugegründete Discovery Cruise Line das Schiff unter dem Namen Discovery Sun. Es wurde für Kreuzfahrten in die Karibik eingesetzt, konnte jedoch auch weiterhin bis zu 220 Fahrzeuge befördern. Im Januar 1995 wurde die Discovery Sun umgebaut und fortan für Casinokreuzfahrten zwischen Miami und Nassau eingesetzt.
Am 19. August 2011 wurde das Miami Dade police department über einen mit einer Pistole bewaffneten Mann an Bord der Discovery Sun informiert, der eine Bombe mit sich tragen würde. Das Schiff befand sich zu diesem Zeitpunkt gerade auf der Rückfahrt von den Bahamas nach Fort Lauderdale, wo es um 22.30 Uhr Ortszeit eintreffen sollte. Stattdessen musste die Discovery Sun achtzehn Meilen vor der Küste Floridas stoppen. Gegen Mitternacht erreichte die Küstenwache das Schiff, konnte jedoch weder eine Bombe noch Sprengstoff finden. Der Discovery Sun wurde daraufhin die Weiterfahrt genehmigt. Im Hafen von Fort Lauderdale wurde das Schiff nochmals ergebnislos nach der Bombe durchsucht.
Am 6. September 2011 beendete die Discovery Sun ihre letzte Kreuzfahrt und wurde anschließend ausgemustert. Noch im selben Monat verkaufte die Discovery Cruise Line das Schiff zum Abbruch nach Bangladesch. Am 25. Februar 2012 traf die Discovery Sun nach 44 Dienstjahren in Chittagong ein, wo sie am 29. Februar zum Abbruch auf den Strand gezogen wurde. Die Discovery Cruise Line wurde kurz darauf aufgelöst.